# ベッティーナ・フォン・アルニム

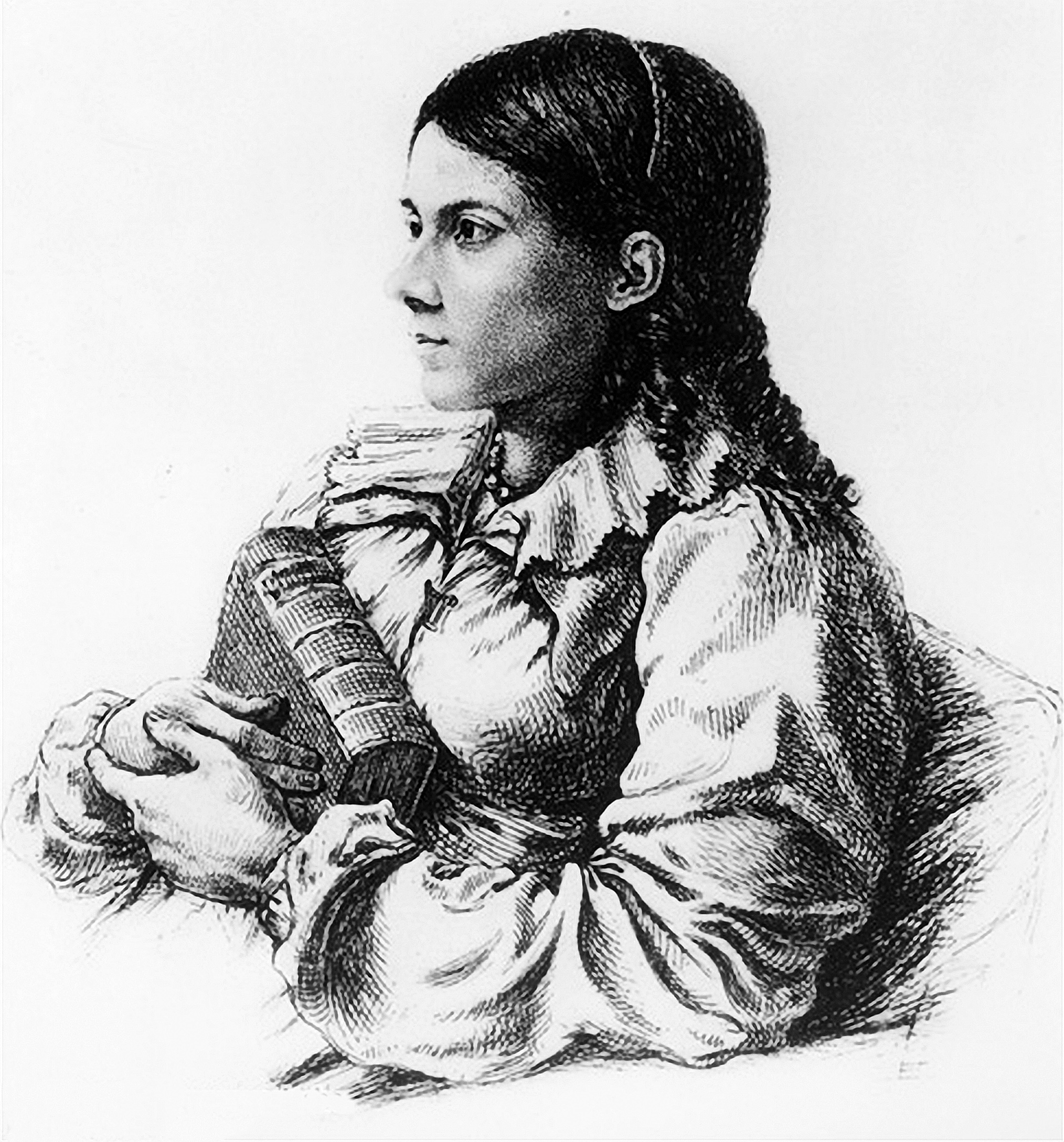
ベッティーナ・フォン・アルニム

ベッティーナ・フォン・アルニム（Bettina von Arnim, 1785年4月4日 - 1859年1月20日）は、ドイツの女性作家・文学者。ドイツ・ロマン主義の最盛期の代表として著名な人物で、また同時代の著名なロマン主義の文学者アヒム・フォン・アルニムの妻でもある。兄クレメンス・ブレンターノも同じ著名なドイツロマン主義の詩人である。
一般にベッティーナ・フォン・アルニムと呼ばれるが、本名はエリーザベト・カタリーナ・ルドヴィカ・マクダレーナ・ブレンターノ（後にアルニム） (Elisabeth Catharina Ludovica Magdalena Brentano (Arnim)) である。ベッティーナ自身はベッティーネ (Bettine) と名乗ることが多かった。この名称は、現在も若干の伝記作家によって使われている。

## 生涯
大商人ペーター・アントン・ブレンターノと妻マクシミリアーネ・フォン・ラ・ロッシュの12人の子の7番目としてフランクフルト・アム・マインで生まれた。11歳の時に母親が亡くなり、13歳になるまで、フリッツラーのウルスラ会の修道院で教育された。さらに父親も亡くなってからは、オッフェンバッハ・アム・マインの祖母ゾフィー・フォン・ラ・ロッシュの元で暮らした。のちに住まいはフランクフルトに戻った。
姉のグンダは法学者フリードリヒ・カール・フォン・サヴィニーに嫁いでマールブルクに居を構えており、ベッティーナもしばらくそこに身を寄せたこともある。その後、サヴィニーがベルリンに移るのについて彼女もベルリンに移った。
1811年、アヒム・フォン・アルニムと結婚する。アヒムは彼女の兄クレメンス・ブレンターノの学友であり、既にフランクフルト時代にベッティーナと知りあっていた。結婚後、ベッティーナの文学的な活動の最盛期が始まる。さらに、彼女は夫の主要著作集と自身の著作集の編纂の仕事も手がけている。結婚生活は、1831年にアヒムが突然亡くなるまで20年間続き、7人の子をもうけた。
1858年、ベッティーナは心臓発作を起こし、それから二度と回復することはなかった。1859年1月、ベルリンで家族が見守る中、息を引き取った。亡骸はブランデンブルク州ニーダラー・フレーミングにあるヴィーパースドルフの教会で夫アヒムとともに眠っている。

### 子供
アヒム・フォン・アルニムとの結婚から生まれたのは次の子どもたちである。
- フライムント・ヨハン（1812年5月5日 - 1863年3月2日）
- ジークムント・ルーカス（1813年10月2日 - 1890年2月22日）
- フリートムント・アントン・ネポムク（1815年2月9日 - 1883年7月24日）
- キューネムント・ヴァルデマール（1817年3月24日 - 1835年6月24日）
- マクシミリアーネ・マリー・カタリーネ（1818年10月23日 - 1894年12月31日）
- アームガルト・カタリーナ（1820年3月4日 - 1890年1月17日）
- オッティリエ・ベアテ・ギーゼラ・ヴァルブルギス（1827年8月18日 - 1889年8月4日）

## 芸術的創作
ベッティーナは、さまざまな書簡体小説を執筆しており、下敷きになった書簡を文学的な自由な表現で加筆している。その中でも1835年に刊行された『ゲーテのある子供との書簡』は、一種のベストセラーにまでなった。これはとりわけロマン主義の人たちの間では、後世のゲーテ像に多大の影響を及ぼしたとまで語られるものである。1929年にはその典拠となった書簡も発見されている。書簡体小説『ギュンデローデ』では、彼女はカロリーネ・フォン・ギュンデローデとの友情と彼女の自殺を題材としている。 
その他に彼女が、特に精力的に取り組んだのは、音楽と絵であった。しかし、こうした活動も雑多な主婦としての務めや一家の家計の工面によって、かなりの時間を奪われていった。

## 政治的かかわり
ベッティーナ・フォン・アルニムの社会的な問題とのかかわりは、ベルリンでコレラが流行し、数多くの人たちが犠牲となった1831年に始まる。彼女は、明らかに社会批判を意図した『この本は王のためのものである』（1843年）を執筆している。1848年の蜂起が挫折する中で、彼女はその続編となる『デーモンとの対話』を執筆した。この本は1919年にさらに新しい版が出て、「革命への呼びかけ」という副題が追加された。

## 著名な人々との交友

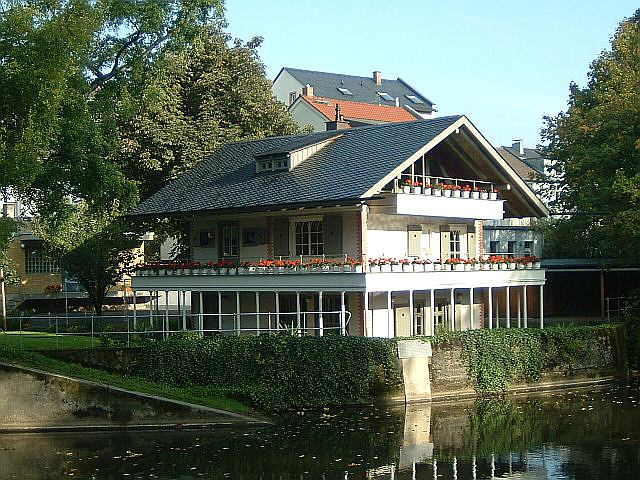
レーデルハイムのブレンターノ公園にあるペトリハウス

ベッティーナは政治や文化の分野における数多くの著名人とも交友があった。フランクフルト時代にはすでに、カロリーネ・フォン・ギュンデローデと親交を結んでいた。
1806年にはヨハン・ヴォルフガング・フォン・ゲーテの母カタリーナ・エリザベート・ゲーテと長きに渡る親交が始まっている。その1年後に彼女はヴァイマルで、彼女が神のように崇めていたゲーテ本人を訪問し、そこから2人の間で後に有名なものとなる書簡の往来が始まる。
1810年まで彼女は南ドイツのあちこちを移動し、ここでもルートヴィヒ・ティークやルートヴィヒ・ヴァン・ベートーヴェンのような芸術家たちや学者たちと知り合いになった。
1836年、後にゴットフリート・キンケルの妻となるヨハンナ・マチューがベルリンの彼女の元に同居し、2人は非常に親密な関係にあった。ヨハンナは子どもたちにピアノを教え、多声歌曲を2人で一緒に研究していた。
ベルリンの文学的なサロンのひとつで、彼女はラーヘル・ローベルト（後のラーヘル・ファルンハーゲン）に出会っている。
夫が亡くなった後、彼女は盛んにフリードリヒ・シュライアマハーやヘルマン・フォン・ピュックラー＝ムスカウと行き来する。彼女はフェリックス・メンデルスゾーン、若きヨハネス・ブラームスやロベルト・シューマンとも出会っている。シューマンは、事実上最後の作品の一つである『暁の歌』を彼女に献呈している。
1837年の事件以来、社会的に追放状態になっていたヤーコプ・グリムとヴィルヘルム・グリムの兄弟も、1840年に彼女の影響力によってベルリン大学に招聘された。
兄クレメンス・ブレンターノが一時住んでいたことのあるフランクフルト＝レーデルハイムのいわゆる「ペトリハウス」で、彼女は数多くの作家、著述家と知り合いになった。その中には、グリム兄弟のほか、アデーレ・ショーペンハウアー、マリアンネ・フォン・ヴィレマーなどがいる。ゲーテも何度かここに泊まっている。

## 後世
1985年、生誕200年を期してベルリンでベッティーナ・フォン・アルニム協会が創立された。同協会は、19世紀の著名なベルリン女性の生涯と業績を広く世間に知らしめることを目標としている。協会は3年ごとに賞金につかない研究奨励賞を出し、またベルリンのサン・アルビン出版社からベッティーナ・フォン・アルニム協会の国際的な研究年報を発行することとなっている。 1992年、この協会によりベッティーナ・フォン・アルニム賞が創設された。
また、ブレンターノ・ハウスにて、アルニムの生活の一部を垣間見ることもできる。ブレンターノ・ハウスはブレンターノ家の夏の別荘であり、現在もブレンターノ家の所有になっている。
ベッティーナ・フォン・アルニムは旧ドイツマルクの5マルク紙幣のモデルにもなっている。

## 評価
ベッティーナは、さまざまな方面から異なった受けとめられ方をしている。同時代人は、彼女を「気まぐれで扱いにくい人間」、お喋りで家の精（コーボルト、人のために尽くすが一度侮辱されると邪険な復讐をする）と批評した。彼女を御しがたい存在として、うるさがったのはゲーテだけではない。一方で多くの人は彼女を伝統的な因習から解放された才能豊かで好奇心旺盛な女性で、自分のためだけでなく他の人間のためにも個人的な自立と精神の自由を獲得すべく戦い続け、多大な成果を得た女性と称えている。
ベッティーナの生涯は、（特にゲーテとの彼女の関係においては）作家ミラン・クンデラによって彼の小説『不滅』のなかで詳細に検討が加えられている。その本のタイトルにもそのままに現れた表現で、クンデラは、彼のベッティーナ解釈を、その生涯にわたり卓越した人物に入れ込み、またその人たちに深い情緒的な関係を吐露することで、彼女は自身の永遠の名声に到達しようと考えたと語っている。この解釈は、彼女のゲーテとの往復書簡と彼女がその実際の手紙に加えた字句の改変の分析を通して、具体的なリアリティを伴って示されている。

## 作品
- Goethes Briefwechsel mit einem Kinde, Briefroman, 1835
- Die Günderode, Briefroman, 1840
- Dies Buch gehört dem König, 1843
- Clemens Brentanos Frühlingskranz, aus Jugendbriefen ihm geflochten, Briefroman, 1844
- Ilius Pamphilius und die Ambrosia, 1848
- An die aufgelöste Preußische Nationalversammlung, 1849